# میهال گیکا
میهال گیکا (آلبانیایی: Mihal Gjika؛ زادهٔ ۳ ژانویهٔ ۱۹۴۷) بازیکن فوتبال اهل آلبانی بود.
از باشگاه‌هایی که در آن بازی کرده‌است می‌توان به باشگاه فوتبال پارتیزانی تیرانا و باشگاه فوتبال الباسانی اشاره کرد.
وی همچنین در تیم ملی فوتبال آلبانی بازی کرده‌است.